# Список медалістів зимових Олімпійських ігор 1956
VII Зимові Олімпійські ігри проходили в італійському місті Кортіна д'Ампеццо. Всього в змаганнях взяли участь 821 спортсмен з 32 країн світу. Було розіграно 24 комплекти нагород у 8 дисциплінах 4 видів спорту.

## Бобслей
| Дисципліна        | Золото                                                              | Срібло                                                                        | Бронза                                                         |
| Чоловіки-двійки   | Італія · Ламберто далла Коста · Джакомо Конті                       | Італія · Еудженіо Монті · Ренцо Альвера                                       | Швейцарія · Гаррі Ворбертон · Макс Ангст                       |
| Чоловіки-четвірки | Швейцарія · Франц Капус · Готфрід Дінер · Робер Аль · Гайнріх Ангст | Італія · Еудженіо Монті · Ульріко Джирарді · Ренцо Альвера · Ренато Мочелліні | США · Артур Тайлер · Вільям Додж · Чарльз Батлер · Джеймс Лемі |

## Гірськолижний спорт
| Дисципліна                   | Золото                                    | Срібло                      | Бронза                      |
| Чоловіки: швидкісний спуск   | Тоні Зайлер · Австрія                     | Раймонд Феллай · Швейцарія  | Андерль Мольтерер · Австрія |
| Чоловіки: гігантський слалом | Тоні Зайлер · Австрія                     | Андерль Мольтерер · Австрія | Вальтер Шустер · Австрія    |
| Чоловіки: слалом             | Тоні Зайлер · Австрія                     | Тіхару ігая · Японія        | Стіг Солландер · Швеція     |
| Жінки: швидкісний спуск      | Маделейн Бертод · Швейцарія               | Фріда Денцер · Швейцарія    | Люсіль Вілер · Канада       |
| Жінки: гігантський слалом    | Оссі Райхерт · Об'єднана німецька команда | Путці Франдль · Австрія     | Теа Гохлайтнер · Австрія    |
| Жінки: слалом                | Ренні Кольяр · Швейцарія                  | Регіна Шепф · Австрія       | Євгенія Сидорова · СРСР     |

## Ковзанярський спорт
| Дисципліна             | Золото                                   | Срібло                     | Бронза                    |
| Чоловіки: 500 метрів   | Євген Грішин · СРСР                      | Рафаель Грач · СРСР        | Алв Г'єстванг · Норвегія  |
| Чоловіки: 1500 метрів  | Юрій Михайлов · СРСР Євген Грішин · СРСР | —                          | Тойво Салонен · Фінляндія |
| Чоловіки: 5000 метрів  | Борис Шилков · СРСР                      | Сігвард Ерікссон · Швеція  | Олег Гончаренко · СРСР    |
| Чоловіки: 10000 метрів | Сігвард Ерікссон · Швеція                | Кнут Йоганнесен · Норвегія | Олег Гончаренко · СРСР    |

## Лижне двоборство
| Дисципліна                  | Золото                      | Срібло                  | Бронза                             |
| Нормальний трамплін / 15 км | Сверре Стенерсен · Норвегія | Бенгт Ерікссон · Швеція | Францішек Гонсеніца-Гронь · Польща |

## Лижні гонки
| Дисципліна                   | Золото                                                                  | Срібло                                                                          | Бронза                                                                            |
| Чоловіки: 15 км              | Гальгейр Бренден · Норвегія                                             | Сікстен Єрнберг · Швеція                                                        | Павло Колчін · СРСР                                                               |
| Чоловіки: 30 км              | Вейкко Гакулінен · Фінляндія                                            | Сікстен Єрнберг · Швеція                                                        | Павло Колчін · СРСР                                                               |
| Чоловіки: 50 км              | Сікстен Єрнберг · Швеція                                                | Вейкко Гакулінен · Фінляндія                                                    | Федір Терентьєв · СРСР                                                            |
| Чоловіки: естафета 4 × 10 км | СРСР · Федір Терентьєв · Павло Колчін · Микола Анікін · Володимир Кузін | Фінляндія · Аугуст Кіуру · Йорма Кортелайнен · Арво Війтанен · Вейкко Гакулінен | Швеція · Леннарт Ларссон · Гуннар Самуельсон · Пер-Ерік Ларссон · Сікстен Єрнберг |
| Жінки: 10 км                 | Любов Козирєва · СРСР                                                   | Радія Єрошина · СРСР                                                            | Соня Рутстрем-Едстрем · Швеція                                                    |
| Жінки: естафета 3 × 5 км     | Фінляндія · Сіркка Полкунен · Мір'я Гієтамієс · Сійрі Рантанен          | СРСР · Любов Козирєва · Алевтина Колчина · Радія Єрошина                        | Швеція · Ірма Йоганссон · Анна-Ліса Ерікссон · Соня Едстрем                       |

## Стрибки з трампліна
| Дисципліна | Золото                      | Срібло                       | Бронза                                  |
| Чоловіки   | Антті Хювярінен · Фінляндія | Ауліс Каллакорпі · Фінляндія | Гаррі Глос · Об'єднана німецька команда |

## Фігурне катання
| Дисципліна                | Золото                               | Срібло                                | Бронза                                |
| Чоловіче одиночне катання | Гейз Алан Дженкінс · США             | Рональд Робертсон · США               | Девід Дженкінс · США                  |
| Жіноче одиночне катання   | Тенлі Олбрайт · США                  | Керол Гейсс · США                     | Інгрід Вендль · Австрія               |
| Парне катання             | Сіссі Шварц · Курт Оппельт · Австрія | Френсіс Дафо · Норріс Бовден · Канада | Маріанна Надь · Ласло Надь · Угорщина |

## Хокей
| Золото | Срібло | Бронза |
| СРСР | США | Канада |
| Воротарі — Микола Пучков, Григорій Мкртичан; захисники — Микола Сологубов, Іван Трегубов, Генріх Сидоренков, Дмитро Уколов, Альфред Кучевський; нападники — Євген Бабич, Віктор Шувалов, Всеволод Бобров, Юрій Крилов, Олексій Гуришев, Олександр Уваров, Валентин Кузін, Микола Хлистов, Юрій Пантюхов, Віктор Никифоров. | Воротарі — Дон Рігазіо, Віллард Айкола; захисники — Річард Догерті, Річард Мередіт, Едвард Семпсон, Деніел Маккіннон, Річард Роденгейзер; нападники — Джон Меясич, Велдон Ольсон, Білл Клірі, Кеннет Перпер, Джон Метчефтс, Юджин Кемпбелл, Венделл Андерсон, Джон Петроскі, Гордон Крістіан, Веллінгтон Бертнетт. | Воротарі — Дені Бродер, Кіт Вудолл; захисники — Артур Горст, Говард Лі, Флойд Мартін, Джек Маккензі; нападники — Джеррі Тіберг, Джеймс Логан, Пол Нокс, Джордж Скоулз, Дональд Роуп, Кен Лофмен, Роберт Вайт, Чарльз Брукер, Берл Клінк, Білл Колвін, Альфред Горн. |